# Hemsjön (Österåkers socken, Uppland, 660554-164601)
Hemsjön är en i huvudsak en våtmark med en kvarvarande mindre vattenspegel i Österåkers kommun i Uppland och ingår i Norrtäljeån-Åkerströms kustområde. Hemsjön ligger i Trehörningsskogen Natura 2000-område. Sjöns area är 0,027 kvadratkilometer och den är belägen 35 meter över havet.